# Unterrabnitz-Schwendgraben
Unterrabnitz-Schwendgraben (węg. Alsórámóc-Répcefő, burg.-chorw. Dolnji Ramac) – gmina w Austrii, w kraju związkowym Burgenland, w powiecie Oberpullendorf. 1 stycznia 2014 liczyła 648 mieszkańców.